# Lophozia excisa
Lophozia excisa là một loài Rêu trong họ Jungermanniaceae. Loài này được (Dicks.) Dumort. mô tả khoa học đầu tiên năm 1835.